# ソラース
「ソラース」（Solace）は、1909年にスコット・ジョプリンが作曲したピアノのためのラグタイム。映画『スティング』のBGMに使われており、ジョプリンの中ではバラードに近い曲である。ソラースは慰めという意味である。
| スタブアイコン | サブスタブ | この項目は、まだ閲覧者の調べものの参照としては役立たない、クラシック音楽に関連した書きかけの項目です。この項目を加筆・訂正などしてくださる協力者を求めています（P:クラシック音楽/PJ:クラシック音楽）。 |